# ディディエ・ルロワ
ディディエ・ルロワ（Didier Leroy、1957年12月26日 - ）は、フランス人自動車技術者、実業家。外国人初のトヨタ自動車取締役副社長、欧州トヨタ自動車取締役会長。

## 人物・経歴
フランス共和国出身。1981年ナンシー工科大学機械工学科卒業。1982年ルノー入社。エンジニア等としてカルロス・ゴーンに仕えるなどした。1992年ルノードゥエー工場長。1996年ルノール・マン工場副工場長。
周囲の反対を押し切りヘッドハンティングを受けてトヨタ自動車に移り、1998年トヨタモーターマニュファクチャリングフランス取締役副社長に就任。2005年トヨタモーターマニュファクチャリングフランス取締役社長。2007年トヨタ自動車常務役員、トヨタモーターヨーロッパ執行副社長。
2010年には現地人採用初となるトヨタモーターヨーロッパ取締役社長に就任。2011年トヨタ自動車欧州本部本部長、トヨタモーターヨーロッパ取締役社長兼CEO。2012年トヨタ自動車専務役員。
2015年、外国人として初となるトヨタ自動車取締役副社長に就任し、第1トヨタPresident、トヨタモーターヨーロッパ取締役会長。2016年トヨタ自動車Chief Competitive Officer。2017年トヨタ自動車取締役副社長、事業・販売President。2018年豊田通商取締役。
2年連続で、豊田章男社長の役員報酬を大幅に超える、10億円超の役員報酬を受けていることが話題になった。